# Ogcocephalus
Ogcocephalus Fischer, 1813 è un genere di pesci della famiglia Ogcocephalidae.

## Specie
- Ogcocephalus corniger (Bradbury, 1980)
- Ogcocephalus cubifrons (Richardson, 1836)
- Ogcocephalus darwini (Hubbs, 1958)
- Ogcocephalus declivirostris (Bradbury, 1980)
- Ogcocephalus nasutus (Cuvier, 1829)
- Ogcocephalus notatus (Valenciennes in Cuvier and Valenciennes, 1837)
- Ogcocephalus pantostictus (Bradbury, 1980)
- Ogcocephalus parvus (Longley e Hildebrand, 1940)
- Ogcocephalus porrectus (Garman, 1899)
- Ogcocephalus pumilus (Bradbury, 1980)
- Ogcocephalus rostellum (Bradbury, 1980)
- Ogcocephalus vespertilio (Linnaeus, 1758)